# نصيحة الدكتور بيرد للشعراء الحزينة (فلم 2021)
نصيحة الدكتور بيرد للشعراء الحزينة (بالإنجليزية: Dr. Bird's Advice for Sad Poets) فيلم دراما أمريكي للمخرج يانيف راز، الذي قام بكتابة السيناريو استناداً إلى كتاب إيفان روسكوس. البطولة للنجوم يايا جوسلين، وجايسون إيزاكس، وليزا إدلشتاين.
تجري أحداث الفيلم في العالم المشحون عاطفيًا والوحشي والفكاهي لجيمس ويتمان البالغ من العمر ستة عشر عامًا، ونرى نضاله للتغلب على القلق والإكتئاب من خلال طلب المشورة من الدكتور بيرد (معالج الحمام الوهمي) في أعقاب اختفاء أخته.
صدر الفيلم في 12 يناير 2021.

## طاقم التمثيل
- يايا جوسلين: في دور جوري في صغرها

- جايسون إيزاكس: في دور كارل

- ليزا إدلشتاين: في دور إلي

- تايلور راسل: في دور صوفي

- ديفيد أركيت: في دور زافير

- توم ويلكينسون: في دور الدكتور بيرد

- أوديسياس جورجيادس: في دور كوامي

- لوكاس جايد زومان: في دور جيمس

- كارولين أرابوغلو: في دور سالي

- ليلي دونوغو: في دور جوري

- تشيس ستوكس: في دور مارتن

- بريان مكلور: في دور كيث

- مايكل إتش كول: في دور والت ويتمان

- تشيب كاريير: في دور عميل

- هانتر دينو: في دور فتاة جميلة في الستة عشر

- توماس ك بيلجراي: في دور فلديمر ناجازاكي[4]

## أحداث الفيلم
جيمس ويتمان البالغ من العمر 16 عامًا (لوكاس جايد زومان)، يعشق الشاعر الأمريكي القديم والت ويتمان (1819 – 1892) ويطمح أن يكون شاعراً أيضًا، لكنه يعاني من القلق والاكتئاب، وينتحل شخصية الممثل الشاب مايكل سيرا. جيمس غير قادر على التحدث عن أي من مشاكله مع والديه لأن والدته (ليزا إدلشتاين) هي حطام كئيب، ووالده (جايسون إيزاك) غاضب، ومتسلط، وفي بعض الأحيان، مسيء عاطفياً وأحياناً جسدياً. يطلق عليه جيمس ووالدته اسم «الوحشي»، كما لو كانوا جميعًا شخصيات في كتاب رولد دال (كاتب قصص قصيرة بريطاني). يثق جيمس بدلاً من ذلك في حمامة تخيلية، يطلق عليها اسم الدكتور بيرد (صوت الممثل البريطاني توم ويلكينسون). ينزعج جيمس من رحيل أخته جوري، التي طردها والده من المنزل، ويقلق من عدم إجابتها على رسائله منذ مغادرتها. ينجذب جيمس للفتاة الجميلة صوفي (تايلور راسل). يشرع جيمس في رحلة غريبة للعثور على جوري.

## استقبال الفيلم
كتبت صحيفة النيويورك تايمز: «يصاب الفيلم بالسكر بسبب التأثيرات الأسلوبية (والمحاولات غير المضحكة للكوميديا الدماغية) إلى درجة أنه بحلول الوقت الذي يجب البكاء فيه على حالة جيمس العقلية وأخذها على محمل الجد، يكون الوقت ضئيلًا للغاية، وقد فات الأوان. وأيضًا سيئ للغاية، لأنه في الربع الأخير فقط من الفيلم، يتمكن المشاهد من تقدير مجموعة الممثلين الرائدين الجذابين في الفيلم».
كتبت سينثيا فيني على موقع سي بي آر CBR: «فيلم آخر عن مراهق مختل عقليا يتطور من خلال علاقاته مع الآخرين. في حين أن د. بيرد محبب بنفس القدر، إلا أنه يروي قصته عن القبول (للذات وللآخرين) ببصيرة غريبة الأطوار وازدهار سينمائي. وبينما يعالج بجدية قضايا الصحة العقلية، فإنه يحافظ على إنسانية حساسة تجعل من السهل التعاطف مع شخصياته، مما يؤدي إلى فيلم ممتع ممتع ومؤثر في نفس الوقت».
كتبت ميرث ليندرز على موقع «لود اند كلير Loud and Clear»: «قال مخرج الفيلم، يانيف راز، في الملاحظات الصحفية للفيلم، انه اراد صنع فيلمًا يحتوي على مرض عقلي، والذي يمكن ان نراه من خلال عدسة المرض العقلي، ولكنه لم يكن فيلمًا صريحًا عن المرض العقلي. في نصيحة دكتور بيرد للشعراء الحزينين، سيكون القلق والاكتئاب وسيلة الفيلم وليست رسالة، وهذا يجعل الفيلم مثيرًا للاهتمام هو أن الحيلة الذكية المتمثلة في جعل المرض العقلي الوسيط وليس الرسالة، قد عملت جيدًا لصالحه».

## روابط  خارجية
- مقالات تستعمل روابط فنية بلا صلة مع ويكي بيانات